# Aerangis stelligera
Aerangis stelligera är en orkidéart som beskrevs av Victor Samuel Summerhayes. 
Aerangis stelligera ingår i släktet Aerangis och familjen orkidéer. Inga underarter finns listade i Catalogue of Life.